# Excuse My French (album)
Pour les articles homonymes, voir Excuse My French.
Singles
1. Pop That
Sortie : 15 juin 2012
2. Freaks
Sortie : 14 février 2013
3. Ain't Worried About Nothin'
Sortie : 15 avril 2013

Excuse My French est le premier album studio de French Montana, sorti le 21 mai 2013.
L'album s'est classé 1er au Top R&B/Hip-Hop Albums et au Top Rap Albums, 4e au Billboard 200 et 5e au Top Digital Albums.

## Liste des titres
| No  | Titre | Auteur | Contient un (des) sample(s) de | Durée |
| --- | --- | --- | --- | ----- |
| 1.  | Once in a While (featuring Max B – Produit par Reefa et Rick Steel)                                                    | Karim Kharbouch, Sharif Slater, Fenrick Gibbs, Skip Prokop, Kanye West, Dwayne Carter, Jr., Dominick Lamb, Norman Landsberg, Felix Pappalardi, John Ventura, Leslie Weinstein, Charly Wingate | I'd Be So Happy de Three Dog Night Barry Bonds de Kanye West featuring Lil Wayne Murder Was the Case (Death After Visualizing Eternity) de Snoop Dogg featuring Daz Dillinger Your Life's on the Line de 50 Cent | 4:47  |
| 2.  | Trap House (featuring Birdman et Rick Ross – Produit par Jahlil Beats)                                                 | Kharbouch, Bryan Williams, William Roberts II, Orlando Tucker | | 4:24  |
| 3.  | Ain't Worried About Nothin' (Produit par Rico Love et Earl & E)                                                        | Kharbouch, Richard Butler, Jr., Earl Hood, Eric Goudy III | | 3:32  |
| 4.  | Paranoid (featuring C.A.S.H. – Produit par Young Chop)                                                                 | Kharbouch, Nayvadius Wilburn, Tyree Pittman | | 4:27  |
| 5.  | When I Want (Produit par Danny Boy Styles)                                                                             | Kharbouch, Danny Schofield | | 3:38  |
| 6.  | Fuck What Happens Tonight (featuring DJ Khaled, Mavado, Ace Hood, Snoop Dogg et Scarface – Produit par The Beat Bully) | Kharbouch, Khaled Khaled, David Brooks, Brad Jordan, Antoine McColister, Calvin Broadus, Anthony Tucker, Joseph Jefferson, Charles Simmons                                                    | I Got Over Love de Major Harris Murder She Wrote de Chaka Demus & Pliers | 5:27  |
| 7.  | Gifted (featuring The Weeknd – Produit par Danny Boy Styles)                                                           | Kharbouch, Abel Tesfaye, Ahmad Balshe, Amir Esmailian, Schofield | | 4:08  |
| 8.  | Ballin' Out (featuring Jeremih et Diddy – Produit par Cardiak)                                                         | Kharbouch, Jeremih Felton, Carlos Coleman, Carl McCormick | | 4:25  |
| 9.  | I Told Em (Produit par J. Oliver)                                                                                      | Kharbouch, Jeffery Robinson | | 4:22  |
| 10. | Pop That (featuring Drake, Rick Ross et Lil Wayne – Produit par Lee On the Beats)                                      | Kharbouch, Roberts II, Aubrey Graham, Carter, Jr., Anthony Norris, Luther Campbell | | 5:03  |
| 11. | Freaks (featuring Nicki Minaj – Produit par Rico Love et Earl & E)                                                     | Kharbouch, Onika Maraj, Butler, Jr., Hood, Goudy, Douglas Davis, Quame Riley, Everton Bonner, Sly Dunbar, John Taylor, Lloyd Willis                                                           | Freaks de Lil' Vicious featuring Doug E. Fresh Murder She Wrote de Chaka Demus & Pliers Method Man (Remix) (Skunk Mix) du Wu-Tang Clan                                                                           | 3:02  |
| 12. | We Go Wherever We Want (featuring Ne-Yo et Raekwon – Produit par Vinylz et Allen Ritter)                               | Kharbouch, Shaffer Smith, Corey Woods, Anderson Hernandez, Allen Ritter, Robert Diggs | A Time for Love d'Earl Klugh Synthetic Substitution de Melvin Bliss | 4:17  |
| 13. | Bust It Open (Produit par The Arsenals)                                                                                | Kharbouch, Austin Woolridge, Brandon Huggins, Campbell, Harry Casey, Rick Finch | | 3:27  |

| 14. | Drink Freely (featuring Rico Love – Produit par Rico Love)                                  | Kharbouch, Butler, Jr., Pierre Medor                                                             |                      | 4:08 |
| 15. | Throw It in the Bag (featuring Chinx Drugz – Produit par Bos)                               | Kharbouch, Lionel Pickens, Kevin Randolph, Mathangi Apulpragasm, Dave Taylor, Christopher Mercer | Steppin Up de M.I.A. | 5:05 |
| 16. | Marble Floors (featuring Rick Ross, Lil Wayne et 2 Chainz – Produit par Mike Will Made It)  | Kharbouch, Roberts II, Carter, Jr., Tauheed Epps, Michael Williams II                            |                      | 3:50 |
| 17. | Ocho Cinco (featuring Diddy, MGK, Los et Red Café – Produit par Young Chop et Rob Holladay) | Kharbouch, Sean Combs, Jermaine Denny, Richard Baker, Carlos Coleman, Pittman, Rob Holladay      |                      | 4:06 |
| 19. | If I Die (Produit par Rico Love)                                                            | Kharbouch, Butler, Jr., Medor                                                                    |                      | 2:49 |